# Hyparschale (Magdeburg)

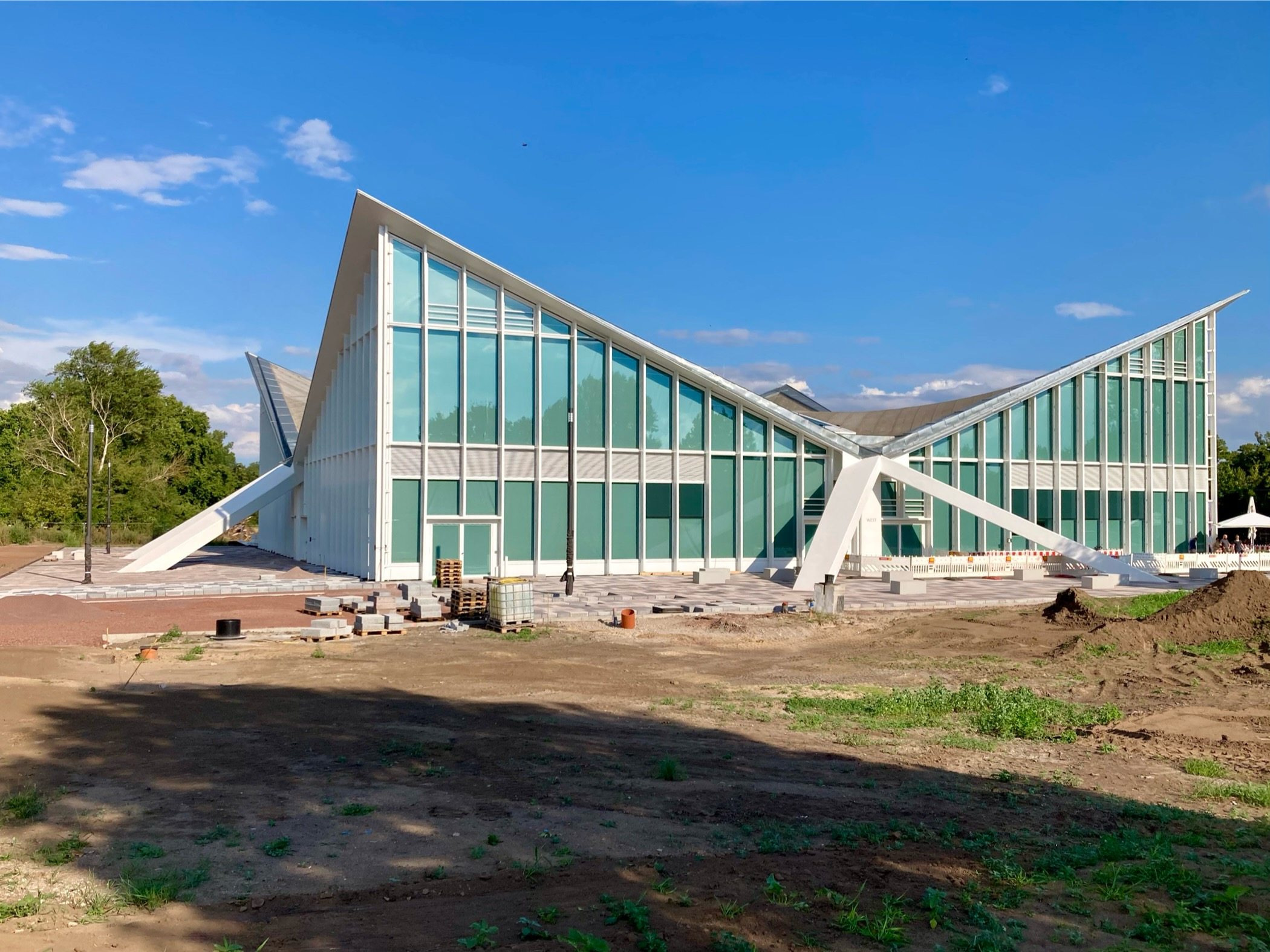
Außenansicht der sanierten Hyparschale

Die Hyparschale ist eine Mehrzweckhalle, die 1969 nach den Plänen des Bauingenieurs Ulrich Müther als eine vierfache hyperbolische Paraboloidschale errichtet wurde. Sie befindet sich im Magdeburger Stadtpark Rotehorn. Dort liegt sie in einer Achse zwischen der Magdeburger Stadthalle und dem Landesfunkhaus des MDR. 1998 wurde das Schalenbauwerk in die Landesdenkmalliste aufgenommen und steht damit unter Denkmalschutz. Die Sanierung begann am 3. Dezember 2019. Nach mehreren Verzögerungen wurde am 20. Juni 2024 die Hyparschale wiedereröffnet. Der Betreiber der Hyparschale ist die stadteigene Messe- und Veranstaltungsgesellschaft Magdeburg GmbH (MVGM). Heute dient das Gebäude als ein moderner Veranstaltungsort für Tagungen, Kongresse, Ausstellungen, Produktpräsentationen und Galas.

## Konstruktion
Die Spannbetondecke der Hyparschale ist selbsttragend. Sie besteht aus vier hyperbolischen Paraboloiden und überspannt eine quadratische Fläche von 48 Meter × 48 Meter. Mit einer Grundfläche von rund 2300 m² ist die Halle nach dem Abriss der ehemaligen Großgaststätte Ahornblatt in Berlin das größte noch existierende Schalenbauwerk Müthers. Auf der Dachfläche der Stahlträger wurde Spritzbeton aufgetragen, die Schalen waren nur 7 cm dünn. Nach der Sanierung der Dachdecke mit Carbonbeton im Juli 2021 misst die Dachdicke immer noch nur 7 cm. Die Lasten der vier Dachschalen werden über die (Dach-)Randträger als Schrägstützen (60 cm × 90 cm) zu einem Zuganker im Erdboden hin gestützt und gezogen, daher ist die Fassade fast stützenfrei und nahezu vollständig aus Glas. Architekturkritiker belegen diese Bauweise mit den Attributen „filigran“, „leicht“ und „schwerelos“.
Die Grundlage der Magdeburger Konstruktion gründet auf dem Konzept für das Restaurant Ostseeperle in Glowe auf Rügen als einzelne Hyparschale (1968). Demselben Bautyp mit vier angekippten Hyparschalen entsprechen die Mehrzweckhalle in Rostock-Lütten Klein, die Stadthalle Neubrandenburg und das Ruderzentrum Dresden am Elbufer mit jeweils verschiedenen Dachneigungen und -größen.
In Magdeburg hat Müther vier quadratische Hyparschalen von jeweils 24 Meter × 24 Meter zusammengesetzt und im Zentrum leicht nach unten gekippt, um so mehr Tageslicht durch eine größere Fensterfläche hereinzulassen. Die Verglasung bestand aus halbtransparentem Copilit-Profilglas, welches „das Tageslicht auf eine spezielle Art filtert und für gleichmäßig mildes, diffuses Licht im Raum sorgt“. An den Nahtstellen der vier Schalen befanden sich vier Oberlichtbänder, die aus Glasprismenbetonplatten bestanden. Wegen des undicht gewordenen Dachs wurden diese Lichtbänder mit Teerpappe zugeklebt. An ihren höchsten Stellen erreicht das Dach eine Höhe von 15 Metern, der Tiefpunkt im Zentrum des Innenraums liegt bei 12 Metern.
Unter einem Parkettfußboden war ein 40 Meter × 20 Meter großer Schwingfußboden eingelassen. Die Tribünenanlage mit einem hellbraunen Klinkersockel im Märkischen Verband und die Innenraumausstattung befanden sich zuletzt in schlechtem Zustand, da sie zunehmend vandalisiert worden waren.

## Rettungsinitiativen
Seit 1997 war die Halle baupolizeilich gesperrt. Ein Abriss konnte in den 2000er Jahren durch zwei Gutachten abgewendet werden. In den Jahren 2005 und 2008 war die mögliche Wiederbelebung der Halle ein Seminarthema für den Fachbereich Immobilienwirtschaft an der Hochschule Anhalt unter Leitung von Robert Off. Das Gebäude hatte in den 2010er Jahren einen erheblichen Sanierungsbedarf, für die Sanierung des Daches wurden 2 Millionen Euro veranschlagt.
Anfang 2010 gründete der ehemalige Bauingenieur Siegfried Enkelmann eine Bürgerinitiative für den Erhalt der Hyparschale. Enkelmann schlug vor, dass ein Förderverein das Denkmal erwerben und die Sanierung und deren Finanzierung schrittweise koordinieren solle. Die Stadtverwaltung zeigte sich offen für seine Vorschläge und forderte ein „schlüssiges Finanzierungs- und Betreiberkonzept“, was jedoch nicht nachgewiesen werden konnte. Am 22. Februar 2011 fand in der benachbarten Stadthalle Magdeburg ein Kolloquium der Rosa-Luxemburg-Stiftung mit Fachvertretern und Stadträten zur Hyparschale und zu anderen Bauten Müthers statt, den Hauptvortrag hielt die Architekturhistorikerin und Müther-Expertin Tanja Seeböck. Eine Delegation der Magdeburger Gesellschaft für Wirtschaftsservice (GWM) besuchte im Juli 2011 das Dresdner Ruderzentrum, um sich an diesem bauähnlichen Objekt ein Bild über dessen Sanierung zu machen.
Am 3. Juli 2012 gründete sich ein überparteilicher Magdeburger Verein, der sich die Rettung und eine weitere Nutzung der Hyparschale zum Ziel gesetzt hatte. Im November 2012 schlug der Verein Kreativwirtschaft Sachsen-Anhalt (KWSA) die Hyparschale als Gründerzentrum für junge Unternehmer im Industriedesign, aus der Film- und Werbewirtschaft sowie Softwareprogrammierung vor. Die benachbarten Messehallen könnten ebenfalls genutzt werden.
Im September 2013 beschloss der Magdeburger Stadtrat eine Sanierung des Dachs und der Dachstützen für 1,8 Mio. Euro. Eine Suche nach Investoren sollte wieder aufgenommen werden.
Studierende der Magdeburger Universität und der bayerischen Hochschule Rosenheim entwickelten im Wintersemester 2013/14 neue Nutzungskonzepte und Geschäftspläne für die Hyparschale. Neben einer sportlichen Nutzung wurden vor allem zwei kulturelle Konzepte als Kunst- und Designzentrum für Kreative oder als wissenschaftliches Museum und Experimentierfeld ähnlich dem phæno intensiv diskutiert. Im Februar 2014 wurden die Ergebnisse in der Ausstellung „HyparAktiv“ im City-Carre Magdeburg vorgestellt.
Bei einer neuen Ausschreibung im Frühjahr 2016 war die AOC Immobilien AG aus Magdeburg der einzige Bieter und plante für 7,8 Millionen Euro die Sanierung, den Ein- und Anbau von Büros sowie eine öffentliche Nutzung mit Café. Am Ende wies der Geschäftsplan eine Finanzierungslücke über 1,6 Millionen Euro auf. Daher lehnte im Oktober 2016 der Stadtrat den Verkauf der Hyparschale an die Bieterfirma ab.
Oberbürgermeister Lutz Trümper gab am 8. Juni 2017 auf einer Stadtratssitzung bekannt, dass er sich nun für eine Übernahme der Sanierung durch die Stadt Magdeburg einsetze. Die dazu bereitgestellten Mittel in Höhe von 1,7 Mio. € würden für die Reparatur des Dachs und für die Sicherung der Statik verwendet werden. Nach der Sommerpause sollte eine Vorlage erarbeitet und dem Stadtrat zur Entscheidung vorgelegt werden. Die Bauarbeiten hätten dann 2018 beginnen können. Trümper äußerte sich zuversichtlich, dass nach der Sanierung neue Nutzungsmöglichkeiten gefunden werden. Im Zuge einer allgemeinen Verbesserung der Qualität des Rotehornparks als Naherholungsgebiet planen Stadtverwaltung und Stadtrat eine Reihe weiterer Maßnahmen, darunter die Sanierung der Stadthalle.
- Historische Fotos
- Hyparschale im Aufbau, 1969
- Messehalle mit Blick von der Elbe aus, 1970
- Messehalle mit Blick auf den Magdeburger Dom, 1970

## Sanierung
Am 8. August 2018 stellten OB Trümper und Heinz Ulrich, Leiter des Kommunalen Gebäudemanagements (KGM) der Stadt Magdeburg, den Sanierungsplan für die Magdeburger Hyparschale der Öffentlichkeit vor.
Demnach war vorgesehen, insgesamt 16,9 Millionen Euro für die vollständige Sanierung und den Innenausbau aufzuwenden. Das Ziel war, eine moderne Veranstaltungsstätte für Tagungen, Kongresse und kulturelle Ereignisse für 200 bis 500 Teilnehmer anbieten zu können. Bauplaner war das Hamburger Architekturbüro gmp mit dessen Berliner Niederlassung.
Da zunächst nur rund 5 Millionen Euro dafür zur Verfügung standen, musste der Baubeginn zuerst auf das Frühjahr 2019 verschoben und die Bauzeit bis zum Herbst 2021 ausgedehnt werden, um in die Möglichkeit weiterer, jedoch begrenzter Fördermittel zu gelangen.
Die Halle hat ein zweites Geschoss mit einem großen Atrium erhalten sowie einen Hochwasserschutz. Ein optimiertes Beleuchtungskonzept erhöht die Attraktivität des Gebäudes. Außerdem erhielt das weitere Umfeld der Hyparschale und der gesamte Stadtpark Rotehorn 285 Bäume noch im Jahr 2018, um die Baumverluste der letzten Jahre auszugleichen.
Nach einer einmütigen Unterstützung des Kulturausschusses stimmte am 20. September 2018 auch der Stadtrat dem städtischen Sanierungsplan zu. Der Tradition Müthers folgend, stets die neuesten Werkstoffe und Bautechniken anzuwenden, ist hier der neue Verbundwerkstoff Carbonbeton eingesetzt worden. Carbonbeton wurde ab Mitte der 1990er-Jahre an den Technischen Universitäten in Dresden und Aachen entwickelt und zeichnet sich durch eine höhere Zugfestigkeit und ein geringeres Eigengewicht bei gleicher Tragfähigkeit gegenüber Stahlbeton aus. Damit kann das Gewicht und die Stärke des Dachtragwerks noch weiter verringert werden, was auch mit einer Kostenersparnis gegenüber Stahlbeton einhergeht.
Im Falle der Hyparschale wurden auf die Verstärkungsschicht aus Carbonbeton noch eine Abdichtung und eine Wärmedämmung aufgebracht. Die Gesamtdicke der Verstärkung von Ober‐ und Unterseite beträgt jeweils nur 10 mm. Vor dem neuen Beton-Auftrag wurden jedoch jeweils etwa ein Zentimeter Dachfläche zwecks Sanierung abgestrahlt, so dass die Dachdicke gleich bleibt. Die Sanierungsplanung wurde von den Dresdner Ingenieurbüros CarboCon und Prof. Rühle, Jentzsch und Partner erstellt, das letztere Büro hatte von 2002 bis 2006 die Sanierung des Dresdner Wassersportzentrums Blasewitz von Müther geleitet. Die Schweizer Baufirma Implenia erhielt den Auftrag für die Schalensanierung.
Das Bundesministerium des Innern, für Bau und Heimat gab am 5. April 2019 bekannt, dass die Hyparschale eine Förderung von 5 Millionen Euro erhalten hat im Rahmen des Bundesprogramms Nationale Projekte des Städtebaus. Zur Begründung dieser Entscheidung hieß es: „Durch die Sanierung der Hyparschale als Denkmal der DDR-Nachkriegsmoderne wird einer der letzten erhaltenen großen Schalenbauten des Ingenieurs Ulrich Müther saniert. Sie ist ein Baustein in der gesamthaften Aufwertung des Rotehornparks mit seiner Vielzahl an bedeutenden Gebäuden unterschiedlicher Phasen der Moderne.“
Am 22. August 2019 bewilligte die Mehrheit des Magdeburger Stadtrats eine Übernahme des städtischen Finanzierungsanteils von 57 Prozent (9,78 Mio. €) von insgesamt rund 17 Millionen Euro an der Sanierung der Halle. Die Arbeiten wurden in zwei Abschnitte unterteilt, zunächst sanierte man das Dach, danach erfolgte der Innenausbau der Halle. Durch eine Verzögerung im Genehmigungsverfahren erwartete man den Abschluss der Hyparschalensanierung erst im Jahr 2022. Am 3. Dezember 2019 war der offizielle Baubeginn, eröffnet von Oberbürgermeister Lutz Trümper, KGM-Chef Heinz Ulrich und Architekt Christian Hellmund.
Bei einer Baustellenbegehung im Juni 2020 erläuterte KGM-Leiter Ulrich den Medien, dass die Glasbausteine des Lichtkreuzes bald nach der Einweihung brüchig geworden waren. Wegen den Temperaturschwankungen im Spannbeton der umgebenden Betonschalen verschoben sich auch die Glasbausteine und wurden schon bald mit Dachpappe abgedeckt. Um diese Dehnungen und Kontraktionen besser ausgleichen zu können, wurden flexible, „durchsichtige Bänder“ mit Belüftungsklappen angebracht, das heißt mit Hilfe einer Pfosten-Riegel-Konstruktion. Mitte Juli 2021 war die aufwendige Instandsetzung des Daches und der Strebepfeiler zum Abschluss gekommen.
Nach dem Rückbau der Gerüste und weiteren Arbeiten wurde am 12. Oktober 2021 das Richtfest für die Hyparschale in Anwesenheit von OB Trümper, Architekten und Ingenieuren gefeiert. Mehrere Gruppen von Magdeburger Umweltschützern protestierten während des Richtfests in friedlicher Weise vor dem Rohbau gegen den geplanten Parkplatz mit 650 Stellplätzen für Autos. Nach ihrer Ansicht gebe es bereits genügend Parkplätze; daher sei ein Kompromiss von 350 neuen Stellplätzen völlig ausreichend.
Wegen Lieferengpässen und dem daraus resultierenden Ablauf der Fristen für Verträge mit verschiedenen Baugewerken ergaben sich neue Kosten in Höhe 1,7 Millionen Euro. Diese Mehrkosten wurden im Juni 2022 vom Stadtrat mehrheitlich bewilligt.
Im Juni 2024 fanden die umfassenden Sanierungsarbeiten ihren Abschluss. Nach einem Festakt am 20. Juni wurde die Veranstaltungshalle ab Juli zur öffentlichen Nutzung freigegeben. Die erste Veranstaltung in der Halle ist eine Ausstellung mit den graphischen Werken des anonymen Künstlers Banksy ab dem 19. Juli bis zum 17. November 2024.

## Nutzung ab 2024
Seit Juli 2024 dient die heute ganz in Weiß gehaltene Hyparschale als ein „außergewöhnlicher“ Veranstaltungsort in Mitteldeutschland für Konferenzen, Tagungen, Kongresse und Ausstellungen. 200 bis 500 Gäste können hier Platz finden. Nach der Umgestaltung und Modernisierung verfügt die Hyparschale über ein Foyer, einen durch ein Vorhangsystem in vier Bereiche trennbaren großen Saal, zwei separate Seminarräume. Links vom Haupteingang befinden sich ein Café und die Küche, die veranstaltungsbezogen betrieben werden. Rechts von diesem Eingangsbereich sind die Garderobe, ein Fahrstuhl und der Sanitärbereich untergebracht.
Die Dächer der vier Raumeinheiten in den Hallen-Ecken werden in einer zweiten Ebene mit vier Gehbrücken verbunden und bilden mit den „Galerien“ oberhalb der Kuben ein Obergeschoss in 5,70 m Höhe sowie ein Atrium im Erdgeschoss. Treppen befinden sich in allen vier Raumeinheiten. Als Wasserschutz dient eine wasserfeste Bodenwanne unter dem Gebäude. Blendschutz an den Fenstern und am Lichtkreuz kann bei Bedarf die Räumlichkeiten abdunkeln.
Mit dem wieder freigelegten Lichtkreuz an der Decke, den durchsichtigen Thermoglasfenstern an den Seiten und dem hellen Interieur wurde die Halle heller denn je und veränderte auch das Raumgefühl für die Besucher.

Fotos der sanierten Hyparschale
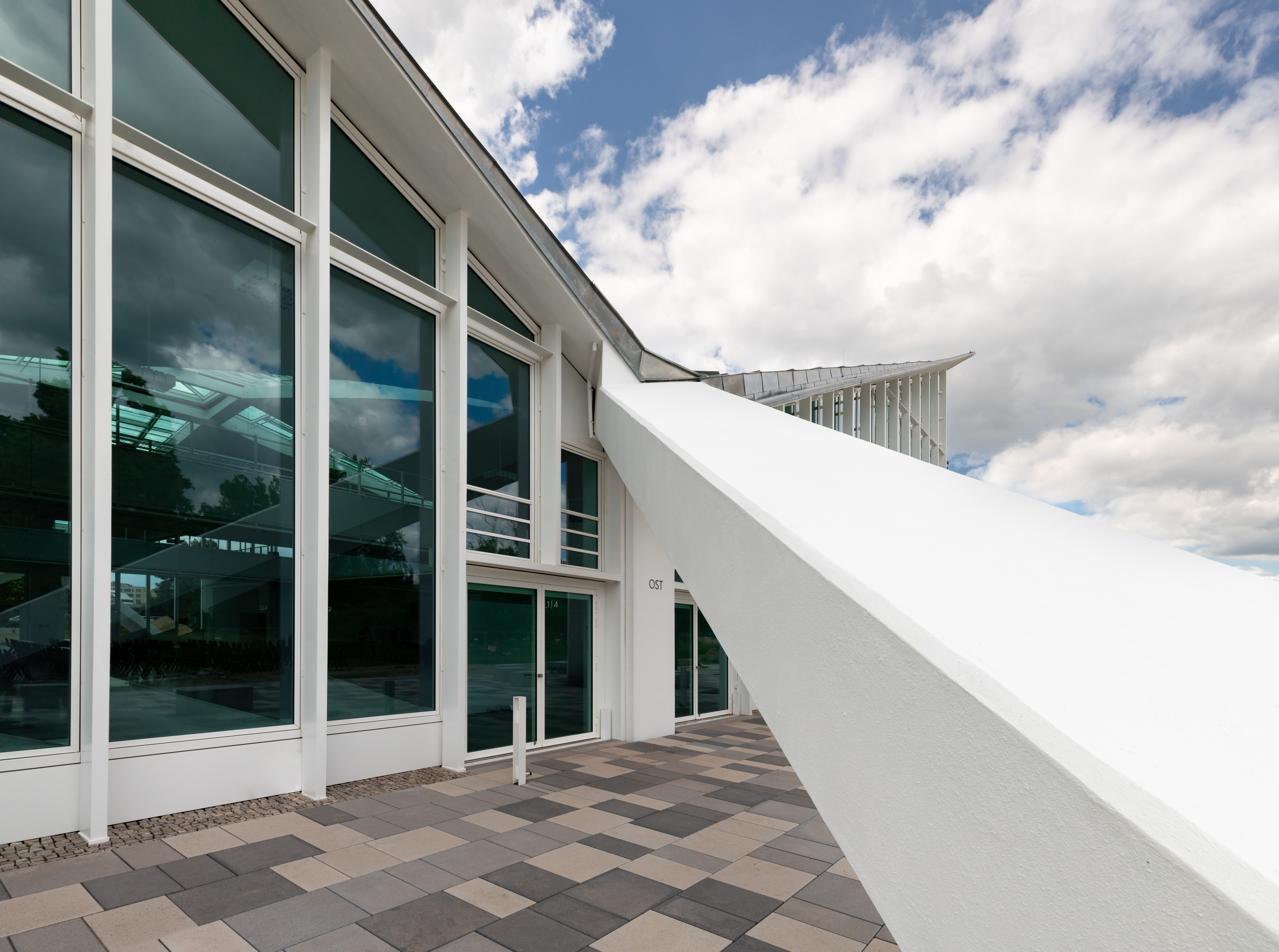
Außenansicht mit Stütz- und Zugpfeiler, 2024.
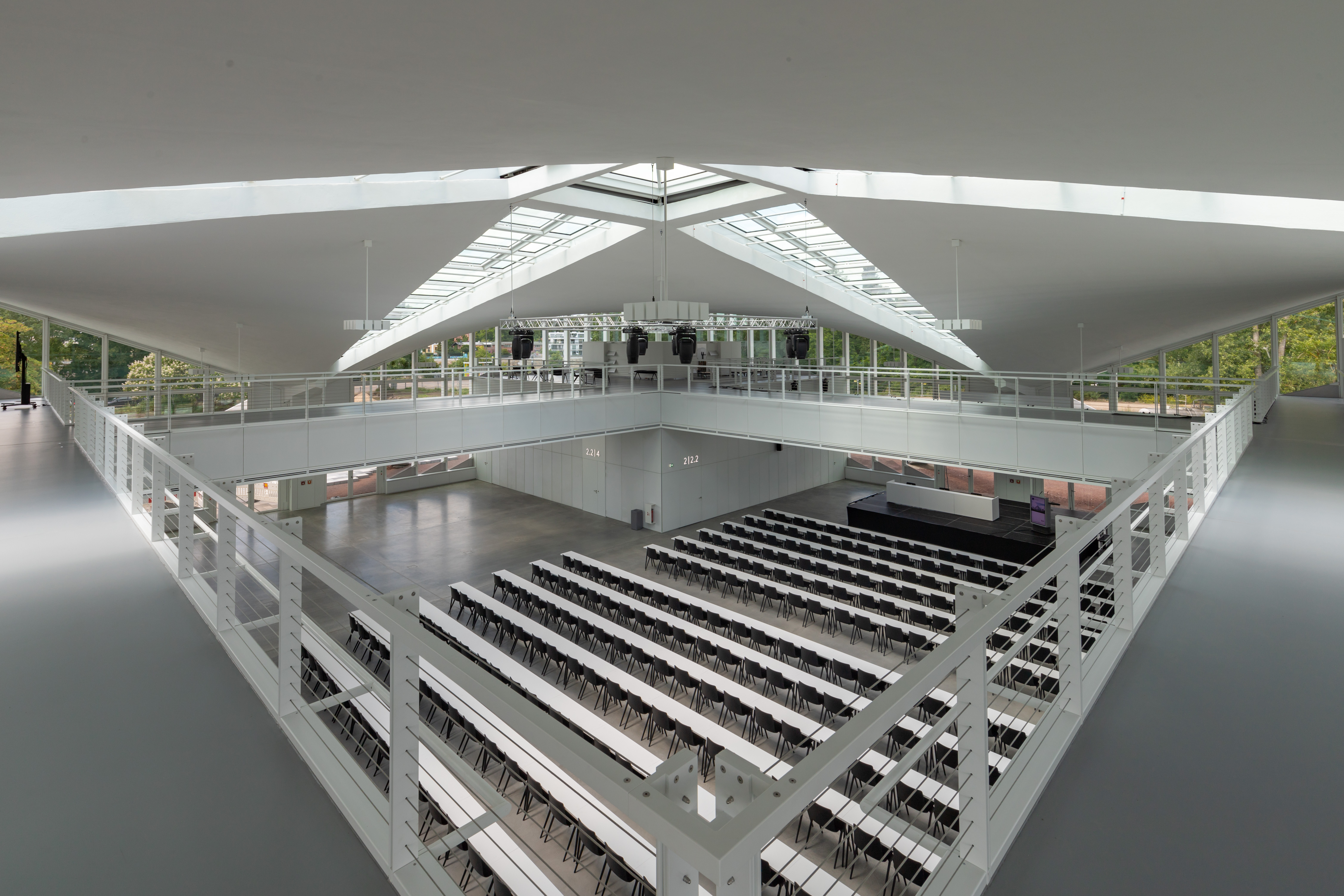
Blick von der Galerie ins Atrium und auf das Lichtkreuz, 2024.

## Würdigungen
„... städtebaulich sehr bedeutsam als prägender Solitärbau am östlichen Elbufer mit großer Fernwirkung, dominantes Element des Stadthallen-Ensembles ...“

„Alleinstellungsmerkmal für Magdeburg. 
 Die Hyparschale kann durchaus als herausragender Meilenstein der modernen Architektur bezeichnet werden. Dies macht das Gebäude nach Plänen von Ulrich Müther in seiner Bauweise und in seiner Form zu etwas Besonderem. Es bedeutet auch angesichts seiner exponierten Lage am Elbufer mit Blick auf die Altstadt mit dem Dom für Magdeburg einen architektonischen Alleinstellungswert, mit dem die Stadt künftig wieder über eine Veranstaltungsstätte verfügt, die es so in keiner anderen Stadt gibt.“